# Clostridium histolyticum
Clostridium histolyticum is een bacterie. Het is een grampositieve, sporenvormende staaf.
Clostridium histolyticum wordt in de bodem gevonden en is waarschijnlijk ook een bewoner van het darmkanaal bij mens en dier. De bacterie wordt zelden in wonden gevonden en de isolatie ervan heeft niet altijd een klinische betekenis.
De bacterie is niet strikt anaeroob en kan zeer zwak op aeroob geïncubeerde platen groeien. Daardoor wordt deze bacterie ook weleens verward met Clostridium tertium die óók aeroob kan groeien, dit in tegenstelling tot andere Clostridium-soorten.

## Morfologie en kweek
In een Grampreparaat ziet men kleine grampositieve staafjes en oudere en aeroob geïncubeerde culturen ontwikkelen zich tot filamenteuze vormen. Sporen worden alleen bij anaerobe incubatie gevormd en zijn ovaal en relatief groot; ze liggen subterminaal en vervormen de bacterie. De bacterie is verder ook beweeglijk.
Kolonies op een bloedagar zijn β-hemolitisch, klein, ongeveer rond, ondoorschijnend en grijswit met een glanzend oppervlak en een gladde rand..

## Biochemische eigenschappen
Clostridium histolyticum zet geen suikers om, beschikt over gelatinase en is zeer proteolytisch.
| Vermogen van Clostridium histolyticum om te reageren met stoffen | Vermogen van Clostridium histolyticum om te reageren met stoffen |
| ---------------------------------------------------------------- | ---------------------------------------------------------------- |
| Eskuline                                                         | Nee                                                              |
| Gelatinase                                                       | Ja                                                               |
| Indol                                                            | Nee                                                              |
| Koolhydraten                                                     | Nee                                                              |
| Lecitinase                                                       | Nee                                                              |
| Lipase                                                           | Nee                                                              |
| Nitraatreductie                                                  | Nee                                                              |